# Storytelling (soundtrack)
Storytelling är ett musikalbum av Belle and Sebastian. Albumet är soundtrack till Todd Solondz film Storytelling. 
Fem av låtarna på albumet är upplästa dialoger.

## Låtlista
1. "Fiction" – 3:24
2. "Freak" – 2:19
3. "Dialogue: Conan, Early Letterman" – 0:26
4. "Fuck This Shit" – 2:31
5. "Night Walk" – 2:07
6. "Dialogue: Jersey's Where It's At" – 0:21
7. "Black and White Unite" – 3:54
8. "Consuelo" – 2:55
9. "Dialogue: Toby" – 0:33
10. "Storytelling" – 3:01
11. "Dialogue: Class Rank" – 0:12
12. "I Don't Want to Play Football" – 0:57
13. "Consuelo Leaving" – 2:29
14. "Wandering Alone" – 2:38
15. "Dialogue: Mandingo Cliché" – 1:19
16. "Scooby Driver" – 1:13
17. "Fiction (Reprise)" – 1:22
18. "Big John Shaft" – 3:55